# Fly Away (Haddaway-dal)
A Fly Away című dal a trinidad-német származású eurodance előadó Haddaway első kimásolt kislemeze a The Drive című stúdióalbumról. A kislemez 1995 májusában jelent meg, majd az eredeti kiadás után egy remix maxi is napvilágot látott, melyhez Tinman, Sequential One és a Side By Side készített remixeket.

## Megjelenések
7"  UK Logic Records 21286 947JB
- A-  Fly Away (Radio Edit) - 3:47
- B - Fly Away (Red City 7" Edit) - 3:55

CD Maxi Single  Japán Ariola BVCP-8806
1. Fly Away (Radio Edit) - 4:05
2. Fly Away (Extended Version) - 6:45
3. Fly Away (Hyper Space Mix) - 6:23
4. Fly Away (Maxi-Flight-Remix) - 5:26

12"  Németország Coconut 74321 26531 1
- A1 - Fly Away (Extended Version) - 6:43
- A2 - Fly Away (Maxi-Flight-Mix) - 5:25
- B1 - Fly Away (Development Corporation Mix) - 6:50
- B2 - Fly Away (Hyper Space-Mix) - 6:23

## Slágerlisták
| Chart (1995)                             | Peak position |
| ---------------------------------------- | ------------- |
| Ausztrália (ARIA)                        | 230           |
| Ausztria (Ö3 Austria Top 40)             | 16            |
| Belgium (Ultratop 50 Flanders)           | 15            |
| Belgium (Ultratop 50 Wallonia)           | 29            |
| Finland (Suomen virallinen lista)        | 1             |
| Franciaország (Single Top 100)           | 23            |
| Németország (Media Control Charts)       | 25            |
| Ireland (IRMA)                           | 28            |
| Italy (FIMI)                             | 7             |
| Hollandia (Top 40)                       | 9             |
| Svédország (Sverigetopplistan)           | 14            |
| Svájc (Schweizer Hitparade)              | 9             |
| UK Singles (The Official Charts Company) | 20            |

| Év végi összesítések (1995) | Helyezés |
| --------------------------- | -------- |
| Dutch Top 40                | 95       |
| Swiss Singles Chart         | 52       |